# Brănești (Dâmbovița)
Brăneşti é uma comuna romena localizada no distrito de Dâmboviţa, na região de Muntênia. A comuna possui uma área de 17,95 km² e sua população era de 4.051 habitantes segundo o censo de 2007.